# Рудники (Башкортостан)
Рудники (баш. Рудники) — деревня в Бижбулякском районе Республики Башкортостан Российской Федерации. Входит в состав Калининского сельсовета.

## География

### Географическое положение
Расстояние до:
- районного центра (Бижбуляк): 30 км,
- центра сельсовета (Усак-Кичу): 17 км,
- ближайшей ж/д станции (Аксеново): 26 км.

## Население
| 2002 | 2009 | 2010 | 2016 |
| ---- | ---- | ---- | ---- |
| 6    | ↘3   | →3   | ↘2   |

Согласно переписи 2002 года, преобладающая национальность — украинцы (100 %).
История
По архивным данным она была основана в принудительном порядке царскими властями задолго до принятия закона об отмене в России крепостного права в 1861 году выходцами и переселенцами из Украины. Это были крепостные люди, хорошо знающие подземные работы, — шахтеры. Поэтому местные жители здесь со дня основания деревни добывали медную руду и отвозили ее на лошадях на Усень-Ивановский завод, расположенный за Белебеем.
Именно от рода занятия и жизнедеятельности ее жителей и берет свое название эта деревня. Из архивных материалов известно, что в 1911 году в деревне Рудники проживали 312 человек, детей в возрасте от восьми до 11 лет — 28. Проектируется школа на 38 ученических мест.
По материалам сборника «Крестьянские хозяйства Уфимской губернии в 1912—1913 годах» в Рудниковское сельхозобщество входило 26 дворов, в них проживали 206 человек. После закрытия Усень-Ивановского медеплавильного завода рудниковцы переквалифицировались в сельхозпроизводителей и не захотели уезжать обратно в Украину из насиженных и хорошо обжитых благодатных мест. «Эти места нам любо!» — говорили они.

## Было передано 30 тарантасов
В 1919 году был создан Рудниковский сельский совет, который относился к Менеузбашевской волости. Данные сельскохозяйственной переписи населения 1920 года: численность населения — 291 человек. Скота: лошади — 106 голов, коров — 65, свиней — 65, домашних птиц — 182, ульев — 23. Техники: плуги — 31, бороны — 47, сноповязка — одна, молотилка — одна, веялки — пять, косы — 35, серпы — девять. Имеются два сепаратора, одна маслобойня. Посевные площади — 131,57 десятин. Рудниковцы, кроме зерновых культур, выращивали коноплю, картофель, капусту.
По переписи 1926 года в 55 дворах проживал 341 человек. В 1929 году было построено здание начальной школы. В этом же году жители деревни объединились в сельхозартель «Украинец», преобразованный затем в одноименный колхоз. В колхозе имелись шесть жнеек, шесть веялок. В 1936 году — один трактор и один грузовой автомобиль. При вступлении в колхоз для общественного пользования было передано 30 тарантасов, что говорило о зажиточности населения.
Первым председателем колхоза «Украинец» был Рябов, председателем ревизионной комиссии Иван Чемерчей. Рудниковцы получали высокие урожаи зерновых и кормовых культур: ржи — 20,54 ц с га, пшеницы — 14,5 ц с га, ячменя — 19,5 ц с га, гороха — 17,3 ц с га. В 1939 году председатель колхоза «Украинец» Галушко, передовики производства Иван Литовченко, Василий Гриб, Иван Гриб в составе делегации Бижбулякского района участвовали от Башкирской Республики на знаменитой на всю страну ВДНХ СССР.
Воспоминание старожила

## На месте роскошных садов — пустырь
— Живу в дедовском доме, стоящем на левом берегу речки Сыльна. Все эти данные бережно собираю и храню в своем семейном архиве, — говорит Василий Чемерчей, староста этого населенного пункта, расположенного в живописном месте района — природном заказнике «Бижбулякский». — Из Рудников на фронтах Великой Отечественной войны сражались 82 человека, из них 39 погибли или пропали без вести. В послевоенный период в деревне насчитывалось 85 дворов. Колхоз «Украинец» состоял из двух бригад. В 1951 году хозяйство присоединилось к колхозу им. Калинина, с 1960 по 1988 годы рудниковцы трудились в составе колхоза «Коммуна». После разукрупнения хозяйства в 1988—2000 годах относились к колхозу им. Калинина. К тому времени здесь уже не осталось трудоспособного населения. На 1 января 1994 года в трех домах проживали четыре человека. Это мои родители и супруги Гордиенко. На месте богатых усадеб с роскошными садами, где я родился и рос, сегодня пустырь. Только шумят вековые деревья, словно память о переселенцах из Украины, которые с любовью относились к земле, ставшей им родной.